# Emirat maghrawa de Tlemcen
L'emirat maghrawa de Tlemcen fou un estat governat pels amazics maghrawa a la regió oberta Tilimsen (Tlemcen), que amb diverses alternatives va durar del 788/789 al 979. La ciutat de Tlemcen no en va fer part més que en breus moments vers 788/789 a 791 (del 791 al 931 fou un emirat idríssida i fou fatimita del 931 a 950 i zírida/fatimita del 950 al 975) i del 975 al 979. Un segon emirat va existir des dels primers anys del segle xi fins a la conquesta almoràvit el 1080/1081.

## Primer emirat
Khazar ibn Hafs, cap dels maghrawa, va morir poc després del 750 i el va succeir el seu fill Muhammad ibn Khazar ibn Hafs, que vers 788/789 va arrabassar Tlemcen als Banu Ifran. Gairebé al mateix temps Idris I ibn Abd Allah van fundar el regne de la dinastia idríssida al Magreb occidental amb el suport de les tribus amazigies dels Awraba, els Sadina i els Maghila. El 789-791 Idris I va envair el Magreb central i va rebre la submissió dels maghrawes, l'emir dels quals li va entregar el territori del Chelif i la ciutat de Tlemcen de la que l'idríssida va nomenar governador al seu germà Sulayman (fins a 813), i que després fou seu d'un altre principat idríssida concedit al fill d'aquest, nebot d'Idris I i cosí d'Idris II. Els Banu Ifran van restar a la regió nominalment sotmesos als idríssides i sota influència dels maghrawa, ara el poder hegemònic a la regió. Muhammad ibn Khazar va ajudar a Idris I a imposar el seu domini a tot el Magreb central fins aleshores abbàssida. Vers el 813 Muhammad ibn Khazar van jurar lleialtat a Idris II. Sembla que el regnat de Muhammad seria massa llarg i que sota el seu nom es podrien amagar un o alguns emirs maghrawes el nom del qual o els quals era desconegut per Ibn Khaldun. El territori del Magreb central i part del país de Tlemcen, exclosa la ciutat (que era idríssida) estava sota domini maghrawa i els Banu Ifran dominaven la resta del país obert de Tlemcen. Segurament fou llavors quan van fundar la ciutat de Madinat Banu Khazar a una plana àrida del Magreb central, la situació de la qual és avui dia desconeguda
Vers el 911 el mahdí fatimita Ubayd-Al·lah va enviar un exèrcit al Magreb que va imposar el seu domini als idríssides de Fes i de Tlemcem. El cap dels maghrawes era el xeic Muhammad ibn Khazar (que lògicament no era el mateix Muhammad ibn Khazar ibn Hafs que governava vers el 790 -i esmentat fins al 813, cosa més dubtosa- però si era de la mateixa nissaga) que hauria pujat al govern a l'inici del segle x i suposadament era el net d'aquell. A la primera ocasió Muhammad es va revoltar contra els fatimites al front dels Maghrawa i de totes les tribus del Magreb central incloent probablement als Banu Ifran. El 921/922 el mahdi va enviar contra Muhammad un nou exèrcit manat pel seu fill Abu l-Kasim; els magrawes i altres tribus es van refugiar al desert creuant el riu Muluya i es van refugiar a la regió de Sigilmasa i quan van considerar que el perill havia passar Muhammad ibn Khazar ibn Hafs va retornar i es va dirigir al territori del Chelif que va ocupar, igual com va fer amb la regió de Ténès, i després va expulsar els fatimites del Zab entrant a Orà on va deixar com a governador al seu fill Khayr ibn Muhammad. Va seguir una campanya de conquestes per tot el Magreb central i va posar tot el territori sota autoritat (força nominal) del califat omeia de Còrdova. El seu èxit no obstant no fou durador. El 927/928 els fatimites enviaven un nou exèrcit manat novament per Abu l-Kasim. El fill del mahdi va derrotar els maghrawes i els va obligar a fugir altre cop al desert i no van poder tornar fins que es van sotmetre.
El 931 els fatimites van enderrocar la dinastia idríssida. Els Banu Khazar, al front dels maghrawa, que acabaven de retornar del desert, es van establir a la zona del Chelif nominalment supeditats als fatimites, mentre els Banu Ifran formaven una confederació semiindependent de la rodalia de Tlemcen, també nominalment sotmesos als fatimites. Vers el 944, durant la rebel·lió d'Abu-Yazid Màkhlad ibn Kaydad an-Nukkarí, l'home de l'ase, els Banu Ifran, que no es van revoltar directament, van fer alguns actes hostils als fatimites. Muhammad ibn Salih al-Ifrani, cap dels Banu Ifran, fou assassinat per un cap ifrànida que era fidels dels fatimites i el va succeir el seu fill Yala ibn Muhammad al-Ifrani. Els maghrawes restaven nominalment subjectes als fatimites. La guerra va esclatar entre les dues agrupacions tribals; el nou emir dels Banu Ifran, Yala, es va declarar pel califa omeia de Còrdova i els maghrawa gaudien en teoria del suport fatimita del que eren vassalls. No obstant a mesura que la rebel·lió nakkaria obtenia èxits, Muhammad ibn Khazar l'emir maghrawa, va mirar d'aprofitar la revolta en benefici propi i de la seva agrupació; el 944/945 un exèrcit del califa omeia de Còrdova, manat pel general d'origen amazic Hamid ibn Yasal, fou enviat al Magreb central; els Maghrawa llavors es van apoderar de Tlemcen i manats per fill gran de Muhammad, al-Khayr ibn Muhammad ibn Khazar al-Zanati, amb el suport del seu germà Hamza ibn Muhammad, i d'un germà de Muhammad, Abd Allah ibn Khazar, van atacar Tahert (Tiaret) i Biskra on els fatimites tenien guarnició, i que en un primer atac no van poder ocupar. En un segon atac, amb participació directe de les forces omeies, les dues ciutats van caure a les seves mans. Després de la derrota nukkarita a Makkara o Mordj Magra (14 de desembre del 946) que va suposar quasi el final de la revolta (que encara es van mantenir uns mesos fins que es va acabar el 18 d'agost de 947 amb la mort del cap rebel), els fatimites es van dirigir contra els maghrawes. Muhammad ibn Khazar es va sotmetre al califa fatimita (947).
Les fonts no són clares sobre què va passar després, però sembla que molt aviat va trair al califa fatimita. Vers 949/950 Yala ibn Muhammad al-Ifrani va fundar la vila de Fakkan o Afakkan que va esdevenir la seva capital i poc després va conquerir Tahert (Tiaret) amb el suport de l'emir dels maghrawes. El 951/952 Mabad ibn Khazar, un membre del clan governant dels maghrawes (germà de l'emir Muhammad ibn Khazar) que havia estat un seguidor de primera hora les doctrines nukkarites, fou fet presoner pels fatimites i executat. En una data que varia segons les fonts, el 951/952 o 953/954, Muhammad ibn Khazar es va sotmetre altre cop als fatimites i sembla que ja no va tornar al partit omeia.
El 954/955 Yala dels Banu Ifran, principal cap del partit dels omeies, va conquerir per assalt als fatimites la ciutat d'Orà, que fou destruïda i aviat va dominar tot el territori entre Tahert i Tànger. Així els Banu Ifran van exercir l'hegemonia sobre totes les tribus zenates, i una part dels maghrawes foren els seus aliats. El 955/956 Yala va rebre un diploma de la cort omeia de Còrdova que el nomenava governador del país dels zenates, del Magrib central i de Tlemcen. A petició seva el califa cordovès li va donar el govern de Fes a Muhammad ibn al-Khayr ibn Muhammad, que era el fill gran del maghrawa al-Khayr ibn Muhammad ibn Khazar al-Zanati (al-Khayr havia governat el país de Laghouat i mai va compartir la política profatimita del seu pare -encara que temporalment el 947 va acceptyar la submissió- i quan el pare es va sotmetre al califa d'Ifríqiya vers el 952/953 va restar fidel als omeies). Muhammad ibn al-Khayr va obtenir del califa omeia el permís per anar a fer la guerra a l'Àndalus (vers 956/957) i va deixar com a lloctinent a Fes al seu cosí Ahmad ibn Bakr.
El 958 l'exèrcit fatimita dirigit pel general Djawhar al-Sikilli va conquerir el Magrib central i va ocupar Fakkan que fou devastada. Yala, l'emir dels Banu Ifran, va morir a la lluita. Muhammad ibn Khazar va participar en aquesta lluita amb els fatimites, al final de la qual l'hegemonia al Magreb central va tornar als Maghrawa. Després d'això Muhammad va visitar al califa fatimita a Kairuan on va morir el 961/962 amb més de cent anys.
El va succeir el seu net Muhammad ibn al-Khayr ibn Muhammad, governador de Fes en nom del califa omeia Còrdova. Muhammad ibn al-Khayr que era a l'Àndalus va retornar al Magreb i al front dels maghrawes va iniciar la guerra contra els fatimites atacant les seves posicions al Magreb central. Els fatimites el 962 estaven progressant cap al Magreb occidental i els omeies només conservaven Ceuta i Tànger, però mercès a l'acció de Muhammad els fatimites van haver de retrocedir cap a l'est. Muhammad es va apoderar del Magreb central (incloent Tlemcen) i va crear un gran estat Maghrawa sota protectorat omeia; aquest estat va durant uns 15 anys fins que el governador fatimita d'Ifríqiya, Ziri ibn Manad, del gran grup amazic sanhadja, hostil als zenetes en general i especialment als maghrawes, va rebre orde d'aturar l'expansió d'aquests i apoderar-se dels seus territoris.
Va reunir un exèrcit (971) i la primera batalla es va lliurar el 15 de febrer del 971 probablement prop de Tlemcen, i els maghrawes i aliats zenates van ser derrotats de manera decisiva. Muhammad es va suïcidar i altres disset emirs maghrawes i zenates van quedar morts sobre el camp de batalla. Però els maghrawes es van reagrupar sota al-Khayr ibn Muhammad ibn al-Khayr, el fill de l'emir que s'havia suïcidat, i van poder formar aliança amb Djafar ibn Ali ibn Hamdun antic governador fatimita del Zab, revoltat; els rebels van reconèixer la sobirania omeia cordovesa; tres mesos més tard foren atacats prop de Tahert, i van infligir una derrota important a l'exèrcit fatimita (zírida). Entre el 971 i el 979 (la data exacta no se sap, però probablement vers el 975) al-Khayr va poder reconquerir als fatimites la ciutat de Tlemcen. Djafar va esdevenir comandant en cap de les forces col·ligades i governador omeia del Magreb (vers 975/976), però al cap d'un temps van haver d'evacuar el Magreb central davant l'ofensiva fatimita del 979 dirigida per Bulugguín ibn Ziri, governador fatimita de l'Ifríqiya.

## Segon emirat
Al segle xi els maghrawa, segurament del clan Banu Khazar que governava a Fes, van dominar a Tlemcen en circumstàncies desconegudes. Segons Ibn Khaldun, al-Muizz ibn Ziri de Fes (1099-1026) va arrabassar Tlemcen i la seva regió al zírida Nàssir-ad-Dawla Badis ibn al-Mansur i en va confiar el govern a un parent de nom Yala ibn Muhammad, fill de l'emir Muhammad ibn al-Khayr ibn Muhammad II (emir dels maghrawes vers 979-986) que fou l'origen del segon emirat maghrawa de Tlemcen.
Yala ibn Muhammad, governador de Tlemcen, fou fidel a al-Muizz de Fes; va transmetre el govern de la ciutat i regió als seus descendents i aquests van viure en pau amb els zírides (i van signar diverses treves amb els hammàdides) i progressivament Tlemcen va esdevenir un estat independent separat de Fes.
Després del 1050 governava un emir de nom Bakhtit o Bakhti que va entrar en guerra contra els hammàdides trencant la treva en vigència. Bakhti va nomenar com a visir a un membre de la tribu Banu Ifran de nom Abu Suda que va aplegar a totes les tribus zenetes amb els Maghrawa i Banu Ifran com a principals, i va lliurar diverses batalles. Quan els hilalians (tribus de Zughba i d'Athbadj) van arribar a la zona vers 1054/1055, el príncep Bakhtit (que Ibn Khaldun qualifica en un lloc com ifranita i en un altre com maghrawa/Banu Khazar) governava a Tlemcen; els hammàdides es van aliar als nou vinguts i van lliurar diversos combats contra els zenetes fins que Abu Suda va morir em combat amb els hilàlides i els seus aliats el 1058.
La data de la mort de Bakhti és desconeguda, però se sap que el va succeir el seu fill al-Abbas ibn Bakhtit. Els Maghrawa i els Banu Ifran es repartien el govern de les tribus zenates al Magreb central, junt amb dues altres tribus, els Wamannu i els Banu Iluman. Durant el regnat d'al-Abbas ibn Bakhtit van arribar els almoràvits. El 1080/1081 Yússuf Ibn Taixfín va enviar un exèrcit format per lamtunes que es va apoderar de Tlemcen. Al-Abbas fou executat junt amb tots els descendents de Yala ibn Muhammad i els maghrawes que s'havien refugiat a la ciutat foren exterminats com els almoràvits ja havien fet en altres llocs.

## Emirs maghrawes de Tlemcen
- Muhàmmad ibn Khàzar ibn Hafs, emir maghrawa vers 751, de Tlemcen vers 788-791, de la regió de Tlemcen del 791 al 813
- Desconeguts (no citats per les fonts), vers 813-900 (a la regió de Tlemcen)
- Khàzar (I) ibn Muhàmmad, vers 900 (a la regió de Tlemcen)
- Muhàmmad ibn Khàzar ibn Muhàmmad, vers 910-961 (a la regió de Tlemcen)
- Al-Khayr ibn Muhàmmad ibn Khàzar, governador de Laghouat, mort abans de 959
- Muhàmmad ibn al-Khayr ibn Muhàmmad (governador omeia de Fes 956-971) 962-971
- Al-Khayr ibn Muhàmmad ibn al-Khayr, 971-vers 980 (a la regió de Tlemcen, 971-975; a Tlemcen 975-979)
- Als zírides, 979-vers 1002/1012
- al-Muïzz ibn Zirí de Fes, vers 1002/1012
- Yala ibn Muhàammad, vers 1002/1012-?
- Desconegut o desconeguts (no esmentats per les fonts), ?-vers 1050
- Bakhtit o Bakhti, vers 1050-1065
- al-Abbàs ibn Bakhtit, vers 1065-1081
- Als almoràvits, 1081